# Tracy Letts
Tracy S. Letts (Tulsa, 4 luglio 1965) è un drammaturgo e attore statunitense, vincitore del Premio Pulitzer per il dramma August: Osage County e di un Tony Award per la sua interpretazione dramma Chi ha paura di Virginia Woolf? a Broadway.

## Biografia
Nato in Oklahoma, figlio della scrittrice Billie Letts (nata Gipson) e del professore e attore Dennis Letts. Suo fratello Shawn è un compositore e musicista jazz. Ha un altro fratello di nome Dana. Letts è cresciuto a Durant, Oklahoma, dove si è diplomato alla Durant High School nei primi anni ottanta. Dal 2013 è sposato con l'attrice Carrie Coon.
All'età di vent'anni si trasferisce a Chicago, dove per i successivi undici anni lavora per la Steppenwolf Theatre Company. A tutt'oggi è ancora un membro attivo della Steppenwolf Theatre Company. Letts è stato uno dei membri fondatori del Bang Bang Spontaneous Theatre, di cui fanno parte Greg Kotis, Michael Shannon, Paul Dillon e Amy Pietz. Nel 1991 scrive la sua prima opera teatrale intitolata Killer Joe, due anni più tardi è andata in scena al Lab Theater di Chicago, e successivamente al 29th Street Rep di New York. Da allora, Killer Joe è stata eseguita in almeno 15 paesi in 12 lingue. Nel 2008 vince il premio Pulitzer e il Tony Award alla migliore opera teatrale per August: Osage County. 
Come attore si divide principalmente tra teatro e televisione; a teatro ha preso parte a varie opere, tra Lo zoo di vetro, Il servo di scena e Chi ha paura di Virginia Woolf?, per quest'ultima nel 2013 ha vinto un Tony Award al miglior attore protagonista. Per la televisione ha recitato in varie serie televisive tra cui Ultime dal cielo, Squadra Med - Il coraggio delle donne, The District e Prison Break. Nel 2013 interpreta il ruolo del senatore Andrew Lockhart nella terza stagione di Homeland - Caccia alla spia. Alcune sue opere teatrali sono state adattate per il cinema; Bug - La paranoia è contagiosa, Killer Joe (entrambi diretti da William Friedkin) e I segreti di Osage County, di cui ha curato personalmente le sceneggiature.

## Teatro

### Autore
- Killer Joe (1993)
- Bug (1996)
- Man from Nebraska (2003)
- August: Osage County (2007)
- Superior Donuts (2008)
- Three Sisters (adattamento; 2009)
- The Stretch (2015)
- Mary Page Marlowe (2016)
- Linda Vista (2017)
- The Minutes (2017)

### Attore
- The Glass Menagerie (1988)
- Picasso At The Lapin Agile (1994)
- Three Days of Rain (1999)
- Glengarry Glen Ross (2001)
- The Dazzle (2002)
- Homebody/Kabul (2003)
- The Dresser (2004)
- Last of the Boys (2005)
- Orson's Shadow (2005)
- The Pain and the Itch (2005)
- Who's Afraid of Virginia Woolf? (2006)
- The Pillowman (2006)
- The Well-Appointed Room (2006)
- Betrayal (2007)
- American Buffalo (2009)
- Who's Afraid of Virginia Woolf? (2012)
- All My Sons (2019)
- The Minutes (2020-2022)

## Filmografia

### Attore

#### Cinema
- Paramedici (Paramedics), regia di Stuart Margolin (1988)
- Linea diretta - Un'occasione unica (Straight Talk), regia di Barnet Kellman (1992)
- Hellcab - Un inferno di taxi (Chicago Cab), regia di Mary Cybulski e John Tintori (1997)
- U.S. Marshals - Caccia senza tregua (U.S. Marshals), regia di Stuart Baird (1998)
- Guinevere, regia di Audrey Wells (1999)
- La grande scommessa (The Big Short), regia di Adam McKay (2015)
- Elvis & Nixon, regia di Liza Johnson (2016)
- Indignazione (Indignation), regia di James Schamus (2016)
- Wiener-Dog, regia di Todd Solondz (2016)
- Imperium, regia di Daniel Ragussis (2016)
- Christine, regia di Antonio Campos (2016)
- The Lovers, regia di Azazel Jacobs (2017)
- Lady Bird, regia di Greta Gerwig (2017)
- The Post, regia di Steven Spielberg (2017)
- Le Mans '66 - La grande sfida (Ford v. Ferrari), regia di James Mangold (2019)
- Piccole donne (Little Women), regia di Greta Gerwig (2019)
- La donna alla finestra (The Woman in the Window), regia di Joe Wright (2021)
- Ghostbusters: Legacy (Ghostbusters: Afterlife), regia di Jason Reitman (2021)
- Acque profonde (Deep Water), regia di Adrian Lyne (2022)
- Saturday Night, regia di Jason Reitman (2024)

#### Televisione
- Quell'uragano di papà (Home Improvement) – serie TV, 1 episodio (1995)
- Ultime dal cielo (Early Edition) – serie TV, 2 episodi (1996)
- Seinfeld – serie TV, 1 episodio (1997)
- The Drew Carey Show – serie TV, 1 episodio (1998)
- Giudice Amy (Judging Amy) – serie TV, 1 episodio (1999)
- Profiler - Intuizioni mortali (Profiler) – serie TV, 1 episodio (2000)
- Squadra Med - Il coraggio delle donne (Strong Medicine) – serie TV, 1 episodio (2001)
- The District – serie TV, 1 episodio (2001)
- Prison Break – serie TV, 2 episodi (2006)
- Homeland - Caccia alla spia (Homeland) – serie TV, 17 episodi (2013-2014)
- Divorce – serie TV, 17 episodi (2016-2019)
- The Sinner – serie TV, 7 episodi (2018)
- Winning Time - L'ascesa della dinastia dei Lakers (Winning Time: The Rise of the Lakers Dynasty) – serie TV, 8 episodi (2022)
- The Paper – serie TV (2025)

### Sceneggiatore
- Bug - La paranoia è contagiosa (Bug), regia di William Friedkin (2006)
- Killer Joe, regia di William Friedkin (2012)
- I segreti di Osage County (August: Osage County), regia di John Wells (2013)
- La donna alla finestra (The Woman in the Window), regia di Joe Wright (2021)

### Doppiatore
- Fuga a Parigi (French Exit), regia di Azazel Jacobs (2020)

## Doppiatori italiani
Nelle versioni in italiano delle opere in cui ha recitato, Tracy Letts è stato doppiato da:
- Stefano De Sando in Elvis & Nixon, Le Mans '66 - La grande sfida
- Massimo De Ambrosis in Acque profonde, Winning Time - L'ascesa della dinastia dei Lakers
- Sergio Di Stefano in Prison Break
- Gino La Monica in Homeland - Caccia alla spia
- Massimo Lopez in La grande scommessa
- Franco Mannella in Divorce
- Gianni Giuliano in Lady Bird
- Saverio Indrio in The Post
- Giorgio Lopez in Piccole donne
- Toni Garrani in La donna alla finestra
- Stefano Oppedisano in Saturday Night

Da doppiatore è sostituito da:
- Marco Balzarotti in Fuga a Parigi